# Kunib
Kunib (ros. Куниб) – wieś (sieło) w Rosji, w Republice Komi, w rejonie sysolskim. W 2010 liczyła 551 mieszkańców.